# リー・デワイズ
レオン・ジェイムズ・デワイズ・ジュニア（Leon James Dewyze Jr.、1986年4月2日 - ）、別名：リー・デワイズは、アメリカ合衆国イリノイ州のマウントプロスペクト出身のシンガーソングライターでオーディション番組『アメリカン・アイドル』シーズン9の優勝者。

## アメリカン・アイドル
2009年6月22日にシカゴの予選に出場し、合格する。オーディション時の職業はペンキ店の販売員。それ以前にも、獣医師の助手、株式市場でのアシスタント業務など、さまざまな職を経験している。シカゴでオーディションを受け合格した13人の内の一人であった。ハリウッドウィークでは後に準優勝するクリスタル・バウワーソックスらのグループの中でオーディションを受けみごとTop 24の中に合格する。
Top2(決勝戦)では、審査員サイモン・コーウェルに絶賛され、一度も最下三位に入ることなくもう一人の候補クリスタル・バウワーソックスを破りSeason 9の優勝の座を手に入れた。

## アメリカン・アイドル以前
地元シカゴのインディペンデント・レーベルWuLi Recordsからアルバム2枚をリリース。アルバム3枚の契約を結んでいたが、アメリカン・アイドル出場のため契約を解除。また、このレーベルより、アメリカン・アイドル放映中の5月12日にシングル『Princess (Reprise)』がダウンロードシングルとしてリリースされる。出場中の候補者の曲が番組放映期間中にリリースされるのは異例中の異例であり、大きく話題を呼ぶ。

## アメリカン・アイドル以後
アメリカン・アイドルの製作者サイモン・フラーのRCAレコードと契約しデビューアルバムは10月26日に全米で発売予定である。